# Kutluğ Ataman
Kutluğ Ataman (né en 1961 à Istanbul) est un réalisateur et artiste contemporain turc et américain.

## Expositions
- Biennale de Venise 1999 : Women Who Wear Wigs[1]
- Galerie Niru Ratnam (New York) 2002 : 99 Names[2]
- documenta 2002[3]
- Galerie Niru Ratnam (New York) 2004 : Stefan's Room[2]
- Museum of Modern Art 2006 : Without Boundary: Seventeen Ways of Looking[4]
- Galerie Niru Ratnam (New York) 2004 : Mesopotamian Dramaturgies[2]
- Galerie B-312 (Paris) 2009 : Kutluğ Ataman[5]
- Thyssen-Bornemisza Art Contemporary : The Four Seasons of Veronica Read, 2002[6]
- Musée national centre d'art Reina Sofía 2020 : Küba (2004)[7]
- Galerie Niru Ratnam (New York) 2022 : Mesopotamian Dramaturgies: The Stream[2]

## Filmographie
- 1993 : Karanlık Sular
- 1998 : Lola + Bilidikid
- 2001 : Never My Soul![8]
- 2005 : İki Genç Kız
- 2009 : Aya Seyahat
- 2014 : Kuzu

## Récompenses
- Festival du film gay et lesbien de Turin 1999 : prix du meilleur film pour Lola + Bilidikid
- Festival international du film d'Antalya 2005 : meilleur réalisateur et prix spécial du jury pour İki Genç Kız
- Festival international du film d'Antalya 2014 : prix du meilleur film pour Kuzu